# Campeonato de Primera B Nacional 2012-13
El campeonato de Primera B Nacional 2012-13 fue la vigésima séptima edición del torneo de segunda división federal del fútbol argentino. Dio comienzo el 10 de agosto de 2012 y finalizó el 17 de junio de 2013, con un paréntesis entre el 10 de diciembre y el 1 de febrero. El fixture fue programado el 19 de julio de 2012  y lo disputaron 20 equipos. 
A partir de esta temporada la Asociación del Fútbol Argentino decidió la supresión de las promociones en todas las categorías, por lo que se determinó el agregado de un ascenso directo a Primera División para el equipo que terminó en el tercer puesto al finalizar el torneo. Asimismo, se produjeron dos descensos directos a las categorías inferiores.
Los nuevos equipos participantes fueron Sarmiento, campeón de la Primera B 2011-12, Douglas Haig, campeón del Torneo Argentino A 2011-12, Nueva Chicago, ganador de la promoción entre la Primera B Nacional y Primera B y Crucero del Norte, ganador de la promoción entre la Primera B Nacional y Torneo Argentino A. Los primeros tres marcaron su regreso a la categoría luego de siete, trece y cuatro años, respectivamente, mientras para Crucero del Norte fue la primera vez que juega este torneo. También regresaron los descendidos de Primera División: Olimpo, luego de dos años, y Banfield, tras once años militando en la categoría superior.
Se consagró campeón por primera vez en la categoría el Club Atlético Rosario Central, que obtuvo el ascenso junto con el subcampeón, el Club de Gimnasia y Esgrima La Plata y el tercer ubicado en la tabla de posiciones final, el Club Olimpo.
Asimismo se determinó el descenso del Club Atlético Nueva Chicago y el Club Social y Deportivo Merlo, que ocuparon los dos últimos puestos en la tabla de promedios y que, coincidentemente, también fueron los dos peor ubicados en el certamen.

## Ascensos y descensos
| Torneo      | Descendidos de la B Nacional 2011-12 |
| ----------- | ------------------------------------ |
| Primera B   | Atlanta                              |
| Argentino A | Desamparados                         |
| Primera B   | Chacarita Juniors                    |
| Argentino A | Guillermo Brown                      |

| Torneo      | Ascendidos a la B Nacional 2012-13 |
| ----------- | ---------------------------------- |
| Primera B   | Sarmiento                          |
| Argentino A | Douglas Haig                       |
| Primera B   | Nueva Chicago                      |
| Argentino A | Crucero del Norte                  |

| Pos | Ascendidos a la Primera División 2012-13 |
| --- | ---------------------------------------- |
| 1º  | River Plate                              |
| 2º  | Quilmes                                  |

| Prom | Descendidos de la Primera División 2011-12 |
| ---- | ------------------------------------------ |
| 19º  | Banfield                                   |
| 20º  | Olimpo                                     |

## Equipos
| Equipo                  | Ciudad                | Estadio                       | Capacidad |
| ----------------------- | --------------------- | ----------------------------- | --------- |
| Aldosivi                | Mar del Plata         | José María Minella            | 35 354    |
| Almirante Brown         | San Justo             | Fragata Presidente Sarmiento  | 25 000    |
| Atlético Tucumán        | San Miguel de Tucumán | Monumental José Fierro        | 32 700    |
| Banfield                | Banfield              | Florencio Sola                | 34 901    |
| Boca Unidos             | Corrientes            | José Antonio Romero Feris     | 15 172    |
| Crucero del Norte       | Garupá                | Comandante Andrés Guacurarí   | 12 000    |
| Defensa y Justicia      | Gobernador Costa      | Norberto Tomaghello           | 12 000    |
| Deportivo Merlo         | Parque San Martín     | José Manuel Moreno            | 10 000    |
| Douglas Haig            | Pergamino             | Miguel Morales                | 16 000    |
| Ferro Carril Oeste      | Buenos Aires          | Arquitecto Ricardo Etcheverri | 24 268    |
| Gimnasia y Esgrima      | La Plata              | Juan Carmelo Zerillo          | 21 500    |
| Gimnasia y Esgrima      | San Salvador de Jujuy | 23 de Agosto                  | 29 000    |
| Huracán                 | Buenos Aires          | Tomás A. Ducó                 | 48 314    |
| Independiente Rivadavia | Mendoza               | Bautista Gargantini           | 20 000    |
| Instituto               | Córdoba               | Juan Domingo Perón            | 32 000    |
| Nueva Chicago           | Buenos Aires          | República de Mataderos        | 28 500    |
| Olimpo                  | Bahía Blanca          | Roberto Natalio Carminatti    | 20 000    |
| Patronato               | Paraná                | Presbítero Bartolomé Grella   | 22 000    |
| Rosario Central         | Rosario               | Gigante de Arroyito           | 41 465    |
| Sarmiento               | Junín                 | Eva Perón                     | 23 000    |

### Distribución geográfica de los equipos
| Región                                   | Cant. | Equipos                                                         |
| ---------------------------------------- | ----- | --------------------------------------------------------------- |
| Conurbano bonaerense                     | 4     | Almirante Brown, Banfield, Defensa y Justicia y Deportivo Merlo |
| Interior de la provincia de Buenos Aires | 4     | Aldosivi, Douglas Haig, Olimpo y Sarmiento                      |
| Ciudad de Buenos Aires                   | 3     | Ferro Carril Oeste, Huracán y Nueva Chicago                     |
| Ciudad de La Plata                       | 1     | Gimnasia y Esgrima                                              |
| Provincia de Córdoba                     | 1     | Instituto                                                       |
| Provincia de Corrientes                  | 1     | Boca Unidos                                                     |
| Provincia de Entre Ríos                  | 1     | Patronato                                                       |
| Provincia de Jujuy                       | 1     | Gimnasia y Esgrima                                              |
| Provincia de Mendoza                     | 1     | Independiente Rivadavia                                         |
| Provincia de Misiones                    | 1     | Crucero del Norte                                               |
| Provincia de Santa Fe                    | 1     | Rosario Central                                                 |
| Provincia de Tucumán                     | 1     | Atlético Tucumán                                                |

## Formato

### Competición
Se disputó un torneo de 38 fechas por el sistema de todos contra todos a dos ruedas, ida y vuelta.

### Ascensos
El campeón, el subcampeón y el tercero de la temporada ascendieron directamente a la Primera División, como consecuencia de la eliminación del sistema de promociones para todas las categorías del fútbol argentino.

### Descensos
Se decidieron mediante la tabla de promedios determinados por el cociente entre los puntos obtenidos y los partidos jugados en las tres últimas temporadas.
Los dos últimos de esa tabla descendieron a su categoría de origen: los directamente afiliados a la AFA, a la Primera B Metropolitana, y los indirectamente afiliados, al Torneo Argentino A.

## Tabla de posiciones final
| Pos  | Equipo                  | Pts | PJ | PG | PE | PP | GF | GC | Dif |
| ---- | ----------------------- | --- | -- | -- | -- | -- | -- | -- | --- |
| 1.º  | Rosario Central         | 74  | 38 | 22 | 8  | 8  | 51 | 29 | 22  |
| 2.º  | Gimnasia y Esgrima (LP) | 73  | 38 | 21 | 10 | 7  | 53 | 25 | 28  |
| 3.º  | Olimpo                  | 66  | 38 | 18 | 12 | 8  | 43 | 23 | 20  |
| 4.º  | Banfield                | 58  | 38 | 16 | 10 | 12 | 45 | 39 | 6   |
| 5.º  | Sarmiento               | 58  | 38 | 15 | 13 | 10 | 40 | 34 | 6   |
| 6.º  | Defensa y Justicia      | 57  | 38 | 15 | 12 | 11 | 45 | 46 | -1  |
| 7.º  | Patronato               | 56  | 38 | 15 | 11 | 12 | 42 | 40 | 2   |
| 8.º  | Huracán                 | 54  | 38 | 15 | 9  | 14 | 44 | 41 | 3   |
| 9.º  | Atlético Tucumán        | 51  | 38 | 12 | 15 | 11 | 45 | 40 | 5   |
| 10.º | Gimnasia y Esgrima (J)  | 50  | 38 | 12 | 14 | 12 | 25 | 29 | -4  |
| 11.º | Douglas Haig            | 49  | 38 | 13 | 10 | 15 | 43 | 44 | -1  |
| 12.º | Independiente Rivadavia | 48  | 38 | 12 | 12 | 14 | 33 | 36 | -3  |
| 13.º | Almirante Brown         | 46  | 38 | 11 | 13 | 14 | 43 | 45 | -2  |
| 14.º | Boca Unidos             | 45  | 38 | 12 | 9  | 17 | 32 | 37 | -5  |
| 15.º | Crucero del Norte       | 45  | 38 | 11 | 12 | 15 | 31 | 40 | -9  |
| 16.º | Aldosivi                | 44  | 38 | 10 | 14 | 14 | 37 | 45 | -8  |
| 17.º | Ferro Carril Oeste      | 43  | 38 | 9  | 16 | 13 | 29 | 32 | -3  |
| 18.º | Instituto               | 39  | 38 | 8  | 15 | 15 | 33 | 41 | -8  |
| 19.º | Deportivo Merlo         | 37  | 38 | 10 | 7  | 21 | 30 | 57 | -27 |
| 20.º | Nueva Chicago           | 31  | 38 | 7  | 10 | 21 | 33 | 54 | -21 |

|  |                                               |
|  | Campeón. Ascendió a Primera División 2013-14. |
|  | Ascendieron a Primera División 2013-14.       |

### Evolución de las posiciones

#### Primera rueda
| Equipo / Jornada   |      |      |      |      |      |      |      |      |      |      |      |      |      |      |      |      |      |      |      |
| Equipo / Jornada   | 1    | 2    | 3    | 4    | 5    | 6    | 7    | 8    | 9    | 10   | 11   | 12   | 13   | 14   | 15   | 16   | 17   | 18   | 19   |
| ------------------ | ---- | ---- | ---- | ---- | ---- | ---- | ---- | ---- | ---- | ---- | ---- | ---- | ---- | ---- | ---- | ---- | ---- | ---- | ---- |
| Rosario Central    | 17.º | 11.º | 12.º | 15.º | 10.º | 12.º | 07.º | 10.º | 13.º | 11.º | 14.º | 11.º | 13.º | 10.º | 07.º | 06.º | 03.º | 02.º | 02.º |
| Gimnasia (LP)      | 03.º | 01.º | 01.º | 01.º | 01.º | 01.º | 01.º | 01.º | 03.º | 01.º | 01.º | 01.º | 02.º | 02.º | 02.º | 02.º | 05.º | 04.º | 05.º |
| Olimpo             | 13.º | 14.º | 14.º | 12.º | 12.º | 08.º | 10.º | 05.º | 04.º | 02.º | 02.º | 02.º | 01.º | 01.º | 01.º | 01.º | 01.º | 01.º | 01.º |
| Banfield           | 14.º | 13.º | 15.º | 14.º | 09.º | 06.º | 08.º | 11.º | 07.º | 07.º | 10.º | 09.º | 08.º | 06.º | 05.º | 04.º | 02.º | 05.º | 04.º |
| Sarmiento          | 05.º | 08.º | 03.º | 03.º | 03.º | 05.º | 03.º | 04.º | 02.º | 03.º | 03.º | 04.º | 04.º | 05.º | 03.º | 05.º | 06.º | 06.º | 06.º |
| Defensa y Justicia | 01.º | 03.º | 07.º | 11.º | 14.º | 13.º | 09.º | 09.º | 14.º | 17.º | 16.º | 18.º | 16.º | 17.º | 20.º | 20.º | 18.º | 15.º | 15.º |
| Patronato          | 15.º | 18.º | 13.º | 08.º | 13.º | 14.º | 16.º | 15.º | 12.º | 10.º | 09.º | 06.º | 06.º | 09.º | 10.º | 09.º | 11.º | 09.º | 09.º |
| Huracán            | 19.º | 19.º | 16.º | 16.º | 16.º | 19.º | 20.º | 18.º | 17.º | 19.º | 20.º | 20.º | 20.º | 20.º | 18.º | 15.º | 13.º | 14.º | 13.º |
| Atl. Tucumán       | 16.º | 09.º | 05.º | 04.º | 06.º | 07.º | 11.º | 06.º | 10.º | 13.º | 12.º | 13.º | 10.º | 08.º | 09.º | 08.º | 08.º | 07.º | 07.º |
| Gimnasia (J)       | 05.º | 06.º | 09.º | 10.º | 05.º | 09.º | 05.º | 07.º | 05.º | 06.º | 04.º | 05.º | 05.º | 04.º | 06.º | 03.º | 04.º | 03.º | 03.º |
| Douglas Haig       | 04.º | 10.º | 11.º | 06.º | 11.º | 11.º | 15.º | 12.º | 08.º | 09.º | 08.º | 10.º | 11.º | 14.º | 14.º | 16.º | 16.º | 18.º | 19.º |
| Indep'te Rivadavia | 11.º | 07.º | 04.º | 02.º | 02.º | 02.º | 02.º | 02.º | 01.º | 05.º | 05.º | 03.º | 03.º | 03.º | 04.º | 07.º | 07.º | 08.º | 08.º |
| Almirante Brown    | 08.º | 05.º | 08.º | 09.º | 08.º | 10.º | 12.º | 13.º | 09.º | 08.º | 07.º | 08.º | 07.º | 12.º | 13.º | 11.º | 10.º | 12.º | 14.º |
| Boca Unidos        | 20.º | 20.º | 20.º | 19.º | 18.º | 17.º | 13.º | 14.º | 16.º | 12.º | 13.º | 17.º | 18.º | 16.º | 15.º | 17.º | 20.º | 20.º | 17.º |
| Crucero del Norte  | 06.º | 02.º | 06.º | 05.º | 04.º | 04.º | 04.º | 03.º | 06.º | 04.º | 06.º | 07.º | 09.º | 07.º | 08.º | 10.º | 12.º | 10.º | 10.º |
| Aldosivi           | 20.º | 04.º | 02.º | 07.º | 07.º | 03.º | 06.º | 08.º | 11.º | 14.º | 15.º | 12.º | 14.º | 11.º | 12.º | 13.º | 09.º | 11.º | 12.º |
| Ferro Carril Oeste | 10.º | 17.º | 19.º | 18.º | 17.º | 15.º | 18.º | 19.º | 15.º | 15.º | 11.º | 14.º | 15.º | 15.º | 17.º | 14.º | 15.º | 13.º | 11.º |
| Instituto          | 12.º | 16.º | 18.º | 20.º | 20.º | 20.º | 17.º | 17.º | 20.º | 18.º | 19.º | 16.º | 17.º | 19.º | 19.º | 19.º | 18.º | 17.º | 18.º |
| Deportivo Merlo    | 09.º | 12.º | 10.º | 13.º | 15.º | 18.º | 14.º | 16.º | 18.º | 16.º | 17.º | 15.º | 12.º | 13.º | 11.º | 12.º | 14.º | 16.º | 16.º |
| Nueva Chicago      | 18.º | 15.º | 17.º | 17.º | 19.º | 16.º | 19.º | 20.º | 19.º | 20.º | 18.º | 19.º | 19.º | 18.º | 16.º | 18.º | 19.º | 19.º | 20.º |

#### Segunda rueda
| Equipo / Jornada   |      |      |      |      |      |      |      |      |      |      |      |      |      |      |      |      |      |      |      |
| Equipo / Jornada   | 20   | 21   | 22   | 23   | 24   | 25   | 26   | 27   | 28   | 29   | 30   | 31   | 32   | 33   | 34   | 35   | 36   | 37   | 38   |
| ------------------ | ---- | ---- | ---- | ---- | ---- | ---- | ---- | ---- | ---- | ---- | ---- | ---- | ---- | ---- | ---- | ---- | ---- | ---- | ---- |
| Rosario Central    | 02.º | 01.º | 01.º | 01.º | 01.º | 01.º | 01.º | 01.º | 01.º | 01.º | 01.º | 01.º | 01.º | 01.º | 01.º | 01.º | 01.º | 01.º | 01.º |
| Gimnasia (LP)      | 04.º | 03.º | 03.º | 03.º | 02.º | 02.º | 02.º | 02.º | 02.º | 02.º | 02.º | 02.º | 02.º | 02.º | 02.º | 02.º | 02.º | 02.º | 02.º |
| Olimpo             | 01.º | 02.º | 02.º | 02.º | 03.º | 03.º | 03.º | 03.º | 03.º | 03.º | 03.º | 03.º | 03.º | 03.º | 03.º | 03.º | 03.º | 03.º | 03.º |
| Banfield           | 03.º | 04.º | 04.º | 06.º | 04.º | 06.º | 06.º | 06.º | 06.º | 05.º | 05.º | 06.º | 06.º | 05.º | 06.º | 05.º | 06.º | 06.º | 04.º |
| Sarmiento          | 07.º | 06.º | 06.º | 04.º | 05.º | 04.º | 04.º | 04.º | 04.º | 04.º | 04.º | 04.º | 04.º | 04.º | 04.º | 04.º | 04.º | 04.º | 05.º |
| Defensa y Justicia | 14.º | 10.º | 10.º | 10.º | 10.º | 11.º | 11.º | 11.º | 09.º | 09.º | 07.º | 08.º | 07.º | 08.º | 05.º | 06.º | 05.º | 05.º | 06.º |
| Patronato          | 09.º | 08.º | 08.º | 08.º | 08.º | 08.º | 09.º | 09.º | 12.º | 13.º | 13.º | 13.º | 11.º | 11.º | 11.º | 08.º | 07.º | 07.º | 07.º |
| Huracán            | 13.º | 15.º | 15.º | 13.º | 12.º | 10.º | 10.º | 10.º | 08.º | 08.º | 11.º | 10.º | 09.º | 07.º | 09.º | 07.º | 08.º | 09.º | 08.º |
| Atl. Tucumán       | 05.º | 07.º | 07.º | 07.º | 07.º | 07.º | 08.º | 07.º | 07.º | 07.º | 08.º | 09.º | 08.º | 09.º | 07.º | 09.º | 10.º | 08.º | 09.º |
| Gimnasia (J)       | 06.º | 05.º | 05.º | 05.º | 06.º | 05.º | 05.º | 05.º | 05.º | 06.º | 06.º | 05.º | 05.º | 06.º | 08.º | 10.º | 09.º | 10.º | 10.º |
| Douglas Haig       | 19.º | 17.º | 16.º | 14.º | 13.º | 13.º | 13.º | 12.º | 10.º | 10.º | 12.º | 11.º | 12.º | 12.º | 12.º | 13.º | 13.º | 13.º | 11.º |
| Indep'te Rivadavia | 08.º | 09.º | 09.º | 09.º | 09.º | 09.º | 07.º | 08.º | 11.º | 12.º | 10.º | 12.º | 13.º | 14.º | 13.º | 14.º | 12.º | 11.º | 12.º |
| Almirante Brown    | 15.º | 11.º | 13.º | 11.º | 11.º | 12.º | 12.º | 14.º | 13.º | 11.º | 09.º | 07.º | 10.º | 10.º | 10.º | 11.º | 11.º | 12.º | 13.º |
| Boca Unidos        | 18.º | 19.º | 17.º | 18.º | 18.º | 18.º | 18.º | 17.º | 16.º | 16.º | 16.º | 16.º | 15.º | 13.º | 14.º | 12.º | 14.º | 14.º | 14.º |
| Crucero del Norte  | 10.º | 14.º | 14.º | 16.º | 16.º | 16.º | 16.º | 16.º | 17.º | 17.º | 17.º | 17.º | 17.º | 18.º | 16.º | 17.º | 16.º | 15.º | 15.º |
| Aldosivi           | 12.º | 13.º | 12.º | 15.º | 15.º | 15.º | 15.º | 15.º | 15.º | 15.º | 14.º | 15.º | 16.º | 16.º | 17.º | 16.º | 15.º | 16.º | 16.º |
| Ferro Carril Oeste | 11.º | 12.º | 11.º | 12.º | 14.º | 14.º | 14.º | 13.º | 14.º | 14.º | 15.º | 14.º | 14.º | 15.º | 15.º | 15.º | 17.º | 17.º | 17.º |
| Instituto          | 17.º | 18.º | 18.º | 17.º | 17.º | 17.º | 17.º | 18.º | 18.º | 18.º | 18.º | 18.º | 18.º | 17.º | 18.º | 19.º | 19.º | 18.º | 18.º |
| Deportivo Merlo    | 16.º | 16.º | 19.º | 19.º | 19.º | 19.º | 19.º | 19.º | 19.º | 19.º | 19.º | 19.º | 19.º | 19.º | 19.º | 18.º | 18.º | 19.º | 19.º |
| Nueva Chicago      | 20.º | 20.º | 20.º | 20.º | 20.º | 20.º | 20.º | 20.º | 20.º | 20.º | 20.º | 20.º | 20.º | 20.º | 20.º | 20.º | 20.º | 20.º | 20.º |

## Tabla de promedios
| Pos  | Equipo                  | 10-11 | 11-12 | 12-13 | Total | PJ  | Promedio |
| ---- | ----------------------- | ----- | ----- | ----- | ----- | --- | -------- |
| 1.º  | Olimpo                  | -     | -     | 66    | 66    | 38  | 1,736    |
| 2.º  | Rosario Central         | 50    | 69    | 74    | 193   | 114 | 1,692    |
| 3.º  | Gimnasia y Esgrima (LP) | -     | 54    | 73    | 127   | 76  | 1,671    |
| 4.º  | Banfield                | -     | -     | 58    | 58    | 38  | 1,526    |
| 4.º  | Sarmiento               | -     | -     | 58    | 58    | 38  | 1,526    |
| 6.º  | Patronato               | 50    | 56    | 56    | 162   | 114 | 1,421    |
| 7.º  | Instituto               | 51    | 70    | 39    | 160   | 114 | 1,403    |
| 8.º  | Boca Unidos             | 52    | 57    | 45    | 154   | 114 | 1,350    |
| 8.º  | Defensa y Justicia      | 43    | 54    | 57    | 154   | 114 | 1,350    |
| 10.º | Almirante Brown         | 52    | 55    | 46    | 153   | 114 | 1,342    |
| 11.º | Huracán                 | -     | 46    | 54    | 100   | 76  | 1,315    |
| 12.º | Aldosivi                | 52    | 53    | 44    | 149   | 114 | 1,307    |
| 13.º | Douglas Haig            | -     | -     | 49    | 49    | 38  | 1,289    |
| 14.º | Ferro Carril Oeste      | 47    | 56    | 43    | 146   | 114 | 1,280    |
| 15.º | Atlético Tucumán        | 51    | 42    | 51    | 144   | 114 | 1,263    |
| 16.º | Gimnasia y Esgrima (J)  | 54    | 34    | 50    | 138   | 114 | 1,210    |
| 17.º | Crucero del Norte       | -     | -     | 45    | 45    | 38  | 1,184    |
| 18.º | Independiente Rivadavia | 40    | 45    | 48    | 133   | 114 | 1,166    |
| 19.º | Deportivo Merlo         | 51    | 43    | 37    | 131   | 114 | 1,149    |
| 20.º | Nueva Chicago           | -     | -     | 31    | 31    | 38  | 0,815    |

|  |                                            |
|  | Descendieron a la Primera B Metropolitana. |

Fuente: Promedios de Primera B Nacional Campeonato 2012/2013

## Resultados

### Primera rueda
| Instituto          | 0 - 0 | Deportivo Merlo         | Juan Domingo Perón          | 10 de agosto  | 21:05 |
| Defensa y Justicia | 4 - 2 | Nueva Chicago           | Norberto Tomaghello         | 11 de agosto  | 15:30 |
| Rosario Central    | 0 - 1 | Sarmiento               | Gigante de Arroyito         | 11 de agosto  | 18:15 |
| Gimnasia (LP)      | 2 - 0 | Boca Unidos             | Del Bosque                  | 12 de agosto  | 15:00 |
| Almirante Brown    | 0 - 0 | Independiente Rivadavia | Fragata Sarmiento           | 12 de agosto  | 15:30 |
| Crucero del Norte  | 1 - 0 | Atlético Tucumán        | Comandante Andrés Guacurarí | 12 de agosto  | 15:30 |
| Douglas Haig       | 2 - 1 | Patronato               | Miguel Morales              | 12 de agosto  | 15:30 |
| Aldosivi           | 3 - 1 | Huracán                 | José María Minella          | 12 de agosto  | 17:10 |
| Ferro Carril Oeste | 0 - 0 | Olimpo                  | Arquitecto Etcheverri       | 13 de agosto  | 16:30 |
| Gimnasia (J)       | 2 - 1 | Banfield                | 23 de agosto                | 24 de octubre | 19:10 |

| Huracán                 | 2 - 4 | Gimnasia (LP)      | Tomás A. Ducó          | 17 de agosto | 19:00 |
| Almirante Brown         | 2 - 0 | Instituto          | Fragata Sarmiento      | 18 de agosto | 11:10 |
| Sarmiento               | 0 - 0 | Deportivo Merlo    | Eva Perón              | 18 de agosto | 14:00 |
| Independiente Rivadavia | 1 - 0 | Douglas Haig       | Bautista Gargantini    | 18 de agosto | 15:30 |
| Boca Unidos             | 1 - 2 | Rosario Central    | José A. Romero Feris   | 18 de agosto | 18:10 |
| Banfield                | 1 - 1 | Aldosivi           | Florencio Sola         | 19 de agosto | 15:00 |
| Olimpo                  | 0 - 1 | Defensa y Justicia | Roberto N. Carminatti  | 19 de agosto | 15:30 |
| Atlético Tucumán        | 3 - 0 | Ferro Carril Oeste | Monumental José Fierro | 19 de agosto | 15:30 |
| Nueva Chicago           | 0 - 0 | Gimnasia (J)       | República de Mataderos | 20 de agosto | 15:00 |
| Patronato               | 3 - 5 | Crucero del Norte  | Presbítero Grella      | 20 de agosto | 16:00 |

| Rosario Central    | 0 - 0 | Huracán                 | Gigante de Arroyito         | 24 de agosto | 21:10 |
| Defensa y Justicia | 2 - 5 | Atlético Tucumán        | Norberto Tomaghello         | 25 de agosto | 11:10 |
| Aldosivi           | 2 - 1 | Nueva Chicago           | José María Minella          | 25 de agosto | 15:30 |
| Deportivo Merlo    | 1 - 0 | Boca Unidos             | José Manuel Moreno          | 25 de agosto | 15:30 |
| Instituto          | 1 - 3 | Sarmiento               | Juan Domingo Perón          | 25 de agosto | 18:30 |
| Gimnasia (LP)      | 1 - 0 | Banfield                | Del Bosque                  | 26 de agosto | 15:00 |
| Ferro Carril Oeste | 0 - 1 | Patronato               | Arquitecto Etcheverri       | 26 de agosto | 15:30 |
| Douglas Haig       | 1 - 1 | Almirante Brown         | Miguel Morales              | 26 de agosto | 15:30 |
| Crucero del Norte  | 0 - 2 | Independiente Rivadavia | Comandante Andrés Guacurarí | 26 de agosto | 16:00 |
| Gimnasia (J)       | 0 - 0 | Olimpo                  | 23 de agosto                | 27 de agosto | 21:30 |

| Almirante Brown         | 0 - 0 | Crucero del Norte  | Fragata Sarmiento      | 31 de agosto    | 18:15 |
| Banfield                | 2 - 1 | Rosario Central    | Florencio Sola         | 1 de septiembre | 14:00 |
| Huracán                 | 1 - 0 | Deportivo Merlo    | Tomás A. Ducó          | 1 de septiembre | 14:00 |
| Independiente Rivadavia | 1 - 1 | Ferro Carril Oeste | Bautista Gargantini    | 1 de septiembre | 15:00 |
| Nueva Chicago           | 1 - 1 | Gimnasia (LP)      | Nuevo Gasómetro        | 2 de septiembre | 11:00 |
| Douglas Haig            | 2 - 1 | Instituto          | Miguel Morales         | 2 de septiembre | 15:30 |
| Olimpo                  | 4 - 0 | Aldosivi           | Roberto N. Carminatti  | 2 de septiembre | 15:30 |
| Patronato               | 4 - 0 | Defensa y Justicia | Prebistero Grella      | 2 de septiembre | 16:00 |
| Boca Unidos             | 0 - 0 | Sarmiento          | José A. Romero Feris   | 2 de septiembre | 16:00 |
| Atlético Tucumán        | 1 - 1 | Gimnasia (J)       | Monumental José Fierro | 2 de septiembre | 16:30 |

| Sarmiento          | 2 - 1 | Huracán                 | Eva Perón                   | 8 de septiembre  | 11:00 |
| Defensa y Justicia | 2 - 3 | Independiente Rivadavia | Norberto Tomanghello        | 8 de septiembre  | 15:30 |
| Aldosivi           | 1 - 1 | Atlético Tucumán        | José María Minella          | 8 de septiembre  | 15:30 |
| Rosario Central    | 2 - 0 | Nueva Chicago           | Gigante de Arroyito         | 8 de septiembre  | 18:15 |
| Deportivo Merlo    | 0 - 2 | Banfield                | Tres de Febrero             | 9 de septiembre  | 11:00 |
| Gimnasia (J)       | 2 - 1 | Patronato               | 23 de agosto                | 9 de septiembre  | 15:30 |
| Crucero del Norte  | 2 - 1 | Douglas Haig            | Comandante Andrés Guacurarí | 9 de septiembre  | 16:00 |
| Gimnasia (LP)      | 1 - 1 | Olimpo                  | Del Bosque                  | 10 de septiembre | 15:00 |
| Ferro Carril Oeste | 0 - 0 | Almirante Brown         | Arquitecto Etcheverri       | 10 de septiembre | 19:00 |
| Instituto          | 0 - 0 | Boca Unidos             | Juan Domingo Perón          | 10 de septiembre | 20:30 |

| Independiente Rivadavia | 0 - 0 | Gimnasia (J)       | Bautista Gargantini         | 14 de septiembre | 21:30 |
| Olimpo                  | 2 - 0 | Rosario Central    | Roberto N. Carminatti       | 15 de septiembre | 11:00 |
| Almirante Brown         | 1 - 1 | Defensa y Justicia | Fragata Sarmiento           | 15 de septiembre | 11:00 |
| Nueva Chicago           | 5 - 1 | Deportivo Merlo    | República de Mataderos      | 15 de septiembre | 15:00 |
| Banfield                | 2 - 0 | Sarmiento          | Florencio Sola              | 16 de septiembre | 14:00 |
| Atlético Tucumán        | 1 - 1 | Gimnasia (LP)      | Monumental José Fierro      | 16 de septiembre | 14:10 |
| Douglas Haig            | 0 - 1 | Ferro Carril Oeste | Miguel Morales              | 16 de septiembre | 16:00 |
| Crucero del Norte       | 1 - 1 | Instituto          | Comandante Andrés Guacurarí | 16 de septiembre | 16:30 |
| Patronato               | 0 - 3 | Aldosivi           | Presbítero Grella           | 16 de septiembre | 19:00 |
| Huracán                 | 0 - 2 | Boca Unidos        | Tomas A. Ducó               | 17 de septiembre | 16:00 |

| Sarmiento          | 1 - 0 | Nueva Chicago           | Eva Perón             | 22 de septiembre | 11:00 |
| Deportivo Merlo    | 1 - 0 | Olimpo                  | 20 de Octubre         | 22 de septiembre | 11:00 |
| Gimnasia (LP)      | 3 - 1 | Patronato               | Del Bosque            | 22 de septiembre | 14:00 |
| Aldosivi           | 0 - 2 | Independiente Rivadavia | José María Minella    | 22 de septiembre | 15:30 |
| Ferro Carril Oeste | 0 - 2 | Crucero del Norte       | Arquitecto Etcheverri | 22 de septiembre | 15:30 |
| Rosario Central    | 3 - 1 | Atlético Tucumán        | Gigante de Arroyito   | 22 de septiembre | 18:10 |
| Defensa y Justicia | 2 - 0 | Douglas Haig            | Norberto Tomaghello   | 23 de septiembre | 11:00 |
| Gimnasia (J)       | 1 - 0 | Almirante Brown         | 23 de agosto          | 23 de septiembre | 15:30 |
| Boca Unidos        | 2 - 0 | Banfield                | José A. Romero Feris  | 24 de septiembre | 17:10 |
| Instituto          | 1 - 0 | Huracán                 | Juan Domingo Perón    | 24 de septiembre | 19:15 |

| Patronato               | 2 - 1 | Rosario Central    | Presbítero Grella           | 28 de septiembre | 17:10 |
| Independiente Rivadavia | 1 - 1 | Gimnasia (LP)      | Bautista Gargantini         | 28 de septiembre | 21:30 |
| Crucero del Norte       | 0 - 0 | Defensa y Justicia | Comandante Andrés Guacurarí | 28 de septiembre | 21:30 |
| Banfield                | 1 - 2 | Huracán            | Florencio Sola              | 29 de septiembre | 11:00 |
| Almirante Brown         | 1 - 1 | Aldosivi           | Fragata Sarmiento           | 29 de septiembre | 14:00 |
| Nueva Chicago           | 0 - 0 | Boca Unidos        | República de Mataderos      | 29 de septiembre | 15:00 |
| Ferro Carril Oeste      | 1 - 1 | Instituto          | Arquitecto Etcheverri       | 29 de septiembre | 18:15 |
| Olimpo                  | 1 - 0 | Sarmiento          | Roberto N. Carminatti       | 30 de septiembre | 15:30 |
| Douglas Haig            | 3 - 1 | Gimnasia (J)       | Miguel Morales              | 30 de septiembre | 16:00 |
| Atlético Tucumán        | 2 - 1 | Deportivo Merlo    | Monumental José Fierro      | 30 de septiembre | 16:30 |

| Defensa y Justicia | 0 - 2 | Ferro Carril Oeste      | Norberto Tomaghello  | 6 de octubre | 11:00 |
| Sarmiento          | 4 - 0 | Atlético Tucumán        | Eva Perón            | 6 de octubre | 14:05 |
| Instituto          | 1 - 2 | Banfield                | Juan Domingo Perón   | 6 de octubre | 16:00 |
| Aldosivi           | 2 - 3 | Douglas Haig            | José María Minella   | 6 de octubre | 19:00 |
| Deportivo Merlo    | 1 - 2 | Patronato               | 20 de Octubre        | 7 de octubre | 11:00 |
| Gimnasia (J)       | 3 - 1 | Crucero del Norte       | 23 de agosto         | 7 de octubre | 15:30 |
| Boca Unidos        | 0 - 1 | Olimpo                  | José A. Romero Feris | 7 de octubre | 17:00 |
| Gimnasia (LP)      | 0 - 3 | Almirante Brown         | Del Bosque           | 8 de octubre | 15:00 |
| Huracán            | 1 - 1 | Nueva Chicago           | Tomas A. Ducó        | 8 de octubre | 17:15 |
| Rosario Central    | 2 - 2 | Independiente Rivadavia | Gigante de Arroyito  | 8 de octubre | 19:30 |

| Ferro Carril Oeste      | 0 - 0 | Gimnasia (J)    | Arquitecto Etcheverri       | 13 de octubre | 15:30 |
| Defensa y Justicia      | 0 - 3 | Instituto       | Norberto Tomaghello         | 13 de octubre | 16:10 |
| Almirante Brown         | 0 - 0 | Rosario Central | Fragata Sarmiento           | 13 de octubre | 16:10 |
| Olimpo                  | 3 - 2 | Huracán         | Roberto N. Carminatti       | 13 de octubre | 20:20 |
| Nueva Chicago           | 1 - 2 | Banfield        | República de Mataderos      | 14 de octubre | 15:00 |
| Independiente Rivadavia | 0 - 1 | Deportivo Merlo | Bautista Gargantini         | 14 de octubre | 17:10 |
| Crucero del Norte       | 2 - 1 | Aldosivi        | Comandante Andrés Guacurarí | 14 de octubre | 18:00 |
| Atlético Tucumán        | 2 - 3 | Boca Unidos     | Monumental José Fierro      | 14 de octubre | 18:00 |
| Patronato               | 1 - 1 | Sarmiento       | Presbítero Grella           | 14 de octubre | 19:00 |
| Douglas Haig            | 0 - 1 | Gimnasia (LP)   | Miguel Morales              | 14 de octubre | 19:15 |

| Gimnasia (J)    | 1 - 0 | Defensa y Justicia      | 23 de agosto              | 19 de octubre | 21:30 |
| Instituto       | 2 - 3 | Nueva Chicago           | Juan Domingo Perón        | 19 de octubre | 21:30 |
| Banfield        | 0 - 3 | Olimpo                  | Florencio Sola            | 20 de octubre | 12:00 |
| Sarmiento       | 0 - 0 | Independiente Rivadavia | Eva Perón                 | 20 de octubre | 16:10 |
| Aldosivi        | 1 - 4 | Ferro Carril Oeste      | José María Minella        | 21 de octubre | 11:00 |
| Deportivo Merlo | 2 - 6 | Almirante Brown         | 20 de Octubre             | 21 de octubre | 11:00 |
| Boca Unidos     | 0 - 1 | Patronato               | José Antonio Romero Feris | 21 de octubre | 17:00 |
| Rosario Central | 1 - 3 | Douglas Haig            | Gigante de Arroyito       | 21 de octubre | 17:30 |
| Huracán         | 1 - 1 | Atlético Tucumán        | Tomás A. Ducó             | 22 de octubre | 18:00 |
| Gimnasia (LP)   | 5 - 0 | Crucero del Norte       | Del Bosque                | 22 de octubre | 20:10 |

| Ferro Carril Oeste      | 0 - 1 | Gimnasia (LP)   | Tomás A. Ducó               | 26 de octubre   | 18:00 |
| Independiente Rivadavia | 3 - 0 | Boca Unidos     | Bautista Gargantini         | 26 de octubre   | 21:30 |
| Patronato               | 3 - 0 | Huracán         | Presbítero Grella           | 27 de octubre   | 11:00 |
| Almirante Brown         | 2 - 2 | Sarmiento       | Fragata Sarmiento           | 27 de octubre   | 12:00 |
| Defensa y Justicia      | 0 - 2 | Aldosivi        | Norberto Tomaghello         | 27 de octubre   | 15:30 |
| Crucero del Norte       | 0 - 1 | Rosario Central | Comandante Andrés Guacurarí | 21 de noviembre | 11:00 |
| Gimnasia (J)            | 2 - 3 | Instituto       | 23 de agosto                | 28 de octubre   | 18:00 |
| Olimpo                  | 2 - 1 | Nueva Chicago   | Roberto N. Carminatti       | 28 de octubre   | 18:30 |
| Douglas Haig            | 1 - 2 | Deportivo Merlo | Miguel Morales              | 28 de octubre   | 18:45 |
| Atlético Tucumán        | 1 - 1 | Banfield        | Monumental José Fierro      | 28 de octubre   | 19:35 |

| Gimnasia (LP)   | 1 - 3 | Defensa y Justicia      | Del Bosque                | 2 de noviembre | 20:10 |
| Huracán         | 0 - 1 | Independiente Rivadavia | Tomás A. Ducó             | 3 de noviembre | 11:00 |
| Sarmiento       | 0 - 0 | Douglas Haig            | Eva Perón                 | 3 de noviembre | 14:00 |
| Banfield        | 0 - 0 | Patronato               | Florencio Sola            | 3 de noviembre | 14:10 |
| Deportivo Merlo | 1 - 0 | Crucero del Norte       | José Manuel Moreno        | 3 de noviembre | 16:00 |
| Instituto       | 0 - 1 | Olimpo                  | Juan Domingo Perón        | 3 de noviembre | 19:30 |
| Aldosivi        | 1 - 1 | Gimnasia (J)            | José María Minella        | 3 de noviembre | 20:30 |
| Rosario Central | 1 - 1 | Ferro Carril Oeste      | Gigante de Arroyito       | 4 de noviembre | 15:00 |
| Nueva Chicago   | 0 - 1 | Atlético Tucumán        | República de Mataderos    | 4 de noviembre | 15:30 |
| Boca Unidos     | 0 - 0 | Almirante Brown         | José Antonio Romero Feris | 4 de noviembre | 17:00 |

| Almirante Brown         | 0 - 4 | Huracán         | Fragata Sarmiento           | 10 de noviembre | 11:00 |
| Aldosivi                | 1 - 0 | Instituto       | José María Minella          | 10 de noviembre | 15:30 |
| Defensa y Justicia      | 0 - 1 | Rosario Central | Norberto Tomaghello         | 10 de noviembre | 16:10 |
| Ferro Carril Oeste      | 0 - 0 | Deportivo Merlo | Arquitecto Etcheverri       | 10 de noviembre | 17:15 |
| Gimnasia (J)            | 2 - 0 | Gimnasia (LP)   | 23 de agosto                | 11 de noviembre | 15:10 |
| Douglas Haig            | 2 - 3 | Boca Unidos     | Miguel Morales              | 11 de noviembre | 16:30 |
| Independiente Rivadavia | 0 - 2 | Banfield        | Bautista Gargantini         | 11 de noviembre | 17:20 |
| Crucero del Norte       | 1 - 0 | Sarmiento       | Comandante Andrés Guacurarí | 11 de noviembre | 18:00 |
| Patronato               | 0 - 2 | Nueva Chicago   | Presbítero Grella           | 11 de noviembre | 19:30 |
| Atlético Tucumán        | 2 - 0 | Olimpo          | Monumental José Fierro      | 11 de noviembre | 19:35 |

| Deportivo Merlo | 2 - 1 | Defensa y Justicia      | Gildo Francisco Ghersinich | 16 de noviembre | 17:00 |
| Huracán         | 2 - 1 | Douglas Haig            | Tomás A. Ducó              | 16 de noviembre | 19:15 |
| Rosario Central | 2 - 0 | Gimnasia (J)            | Gigante de Arroyito        | 16 de noviembre | 21:30 |
| Gimnasia (LP)   | 0 - 0 | Aldosivi                | Del Bosque                 | 16 de noviembre | 21:30 |
| Nueva Chicago   | 2 - 0 | Independiente Rivadavia | República de Mataderos     | 17 de noviembre | 17:00 |
| Banfield        | 3 - 1 | Almirante Brown         | Florencio Sola             | 17 de noviembre | 17:00 |
| Olimpo          | 1 - 1 | Patronato               | Roberto N. Carminatti      | 17 de noviembre | 17:00 |
| Sarmiento       | 1 - 0 | Ferro Carril Oeste      | Eva Perón                  | 17 de noviembre | 18:30 |
| Instituto       | 0 - 0 | Atlético Tucumán        | Juan Domingo Perón         | 17 de noviembre | 21:00 |
| Boca Unidos     | 1 - 1 | Crucero del Norte       | José Antonio Romero Feris  | 17 de noviembre | 21:00 |

| Independiente Rivadavia | 0 - 1 | Olimpo           | Bautista Gargantini         | 23 de noviembre | 18:00 |
| Gimnasia (LP)           | 0 - 0 | Instituto        | Del Bosque                  | 23 de noviembre | 20:15 |
| Defensa y Justicia      | 1 - 1 | Sarmiento        | Norberto Tomaghello         | 23 de noviembre | 21:00 |
| Ferro Carril Oeste      | 2 - 1 | Boca Unidos      | Arquitecto Etcheverri       | 24 de noviembre | 17:00 |
| Douglas Haig            | 0 - 1 | Banfield         | Miguel Morales              | 24 de noviembre | 19:15 |
| Patronato               | 1 - 1 | Atlético Tucumán | Presbítero Grella           | 24 de noviembre | 19:30 |
| Gimnasia (J)            | 2 - 0 | Deportivo Merlo  | 23 de agosto                | 25 de noviembre | 17:00 |
| Aldosivi                | 0 - 1 | Rosario Central  | José María Minella          | 26 de noviembre | 17:00 |
| Almirante Brown         | 2 - 0 | Nueva Chicago    | Fragata Sarmiento           | 26 de noviembre | 17:00 |
| Crucero del Norte       | 1 - 2 | Huracán          | Comandante Andrés Guacurarí | 26 de noviembre | 17:00 |

| Atlético Tucumán | 0 - 0 | Independiente Rivadavia | Monumental José Fierro     | 30 de noviembre | 20:10 |
| Instituto        | 1 - 0 | Patronato               | Juan Domingo Perón         | 30 de noviembre | 21:00 |
| Sarmiento        | 0 - 0 | Gimnasia (J)            | Eva Perón                  | 30 de noviembre | 21:00 |
| Boca Unidos      | 1 - 2 | Defensa y Justicia      | José Antonio Romero Feris  | 30 de noviembre | 21:30 |
| Huracán          | 1 - 0 | Ferro Carril Oeste      | Tomás A. Ducó              | 1 de diciembre  | 17:00 |
| Nueva Chicago    | 4 - 4 | Douglas Haig            | República de Mataderos     | 1 de diciembre  | 17:00 |
| Olimpo           | 0 - 0 | Almirante Brown         | Roberto N. Carminatti      | 2 de diciembre  | 19:30 |
| Deportivo Merlo  | 1 - 2 | Aldosivi                | Gildo Francisco Ghersinich | 3 de diciembre  | 17:00 |
| Banfield         | 2 - 0 | Crucero del Norte       | Florencio Sola             | 3 de diciembre  | 21:00 |
| Rosario Central  | 2 - 0 | Gimnasia (LP)           | Gigante de Arroyito        | 4 de diciembre  | 19:00 |

| Almirante Brown         | 0 - 1 | Atlético Tucumán | Fragata Sarmiento           | 7 de diciembre  | 21:00 |
| Gimnasia (J)            | 1 - 0 | Boca Unidos      | 23 de agosto                | 7 de diciembre  | 21:30 |
| Independiente Rivadavia | 0 - 1 | Patronato        | Bautista Gargantini         | 7 de diciembre  | 21:30 |
| Defensa y Justicia      | 2 - 1 | Huracán          | Norberto Tomaghello         | 8 de diciembre  | 17:00 |
| Ferro Carril Oeste      | 3 - 0 | Banfield         | República de Mataderos      | 9 de diciembre  | 17:10 |
| Crucero del Norte       | 1 - 0 | Nueva Chicago    | Comandante Andrés Guacurarí | 9 de diciembre  | 18:30 |
| Douglas Haig            | 0 - 2 | Olimpo           | Miguel Morales              | 9 de diciembre  | 19:05 |
| Aldosivi                | 1 - 1 | Sarmiento        | José María Minella          | 9 de diciembre  | 21:00 |
| Gimnasia (LP)           | 2 - 0 | Deportivo Merlo  | Del Bosque                  | 10 de diciembre | 17:00 |
| Rosario Central         | 1 - 0 | Instituto        | Gigante de Arroyito         | 10 de diciembre | 21:10 |

| Atlético Tucumán | 3 - 2 | Douglas Haig            | Monumental José Fierro | 1 de febrero | 22:00 |
| Deportivo Merlo  | 1 - 2 | Rosario Central         | Tres de Febrero        | 2 de febrero | 17:10 |
| Nueva Chicago    | 2 - 3 | Ferro Carril Oeste      | República de Mataderos | 2 de febrero | 17:10 |
| Banfield         | 2 - 2 | Defensa y Justicia      | Florencio Sola         | 2 de febrero | 19:20 |
| Huracán          | 1 - 0 | Gimnasia (J)            | Tomás A. Ducó          | 2 de febrero | 19:20 |
| Sarmiento        | 1 - 0 | Gimnasia (LP)           | Eva Perón              | 3 de febrero | 17:00 |
| Boca Unidos      | 3 - 1 | Aldosivi                | José Romero Feris      | 3 de febrero | 18:30 |
| Patronato        | 0 - 0 | Almirante Brown         | Presbítero Grella      | 3 de febrero | 21:00 |
| Olimpo           | 0 - 0 | Crucero del Norte       | Roberto Carminatti     | 4 de febrero | 18:10 |
| Instituto        | 0 - 0 | Independiente Rivadavia | Juan Domingo Perón     | 4 de febrero | 21:30 |

### Segunda rueda
| Nueva Chicago           | 1 - 2 | Defensa y Justicia | República de Mataderos | 9 de febrero  | 17:00 |
| Sarmiento               | 0 - 1 | Rosario Central    | Eva Perón              | 9 de febrero  | 17:00 |
| Banfield                | 2 - 0 | Gimnasia (J)       | Florencio Sola         | 9 de febrero  | 19:15 |
| Atlético Tucumán        | 2 - 0 | Crucero del Norte  | Monumental José Fierro | 9 de febrero  | 20:00 |
| Huracán                 | 1 - 1 | Aldosivi           | Tomás A. Ducó          | 10 de febrero | 17:00 |
| Olimpo                  | 2 - 0 | Ferro Carril Oeste | Roberto Carminatti     | 10 de febrero | 17:00 |
| Independiente Rivadavia | 3 - 0 | Almirante Brown    | Bautista Gargantini    | 10 de febrero | 20:30 |
| Patronato               | 1 - 0 | Douglas Haig       | Presbítero Grella      | 10 de febrero | 21:00 |
| Deportivo Merlo         | 1 - 1 | Instituto          | José Manuel Moreno     | 11 de febrero | 17:00 |
| Boca Unidos             | 0 - 1 | Gimnasia (LP)      | José Romero Feris      | 11 de febrero | 18:10 |

| Aldosivi           | 1 - 1 | Banfield                | José María Minella          | 15 de febrero | 19:10 |
| Gimnasia (J)       | 1 - 0 | Nueva Chicago           | 23 de agosto                | 15 de febrero | 21:30 |
| Deportivo Merlo    | 2 - 3 | Sarmiento               | José Manuel Moreno          | 16 de febrero | 17:00 |
| Rosario Central    | 1 - 0 | Boca Unidos             | Gigante de Arroyito         | 16 de febrero | 18:00 |
| Defensa y Justicia | 1 - 0 | Olimpo                  | Norberto Tomaghello         | 16 de febrero | 19:00 |
| Douglas Haig       | 3 - 0 | Independiente Rivadavia | Miguel Morales              | 16 de febrero | 19:00 |
| Instituto          | 2 - 3 | Almirante Brown         | Juan Domingo Perón          | 16 de febrero | 21:30 |
| Ferro Carril Oeste | 1 - 1 | Atlético Tucumán        | Arquitecto Etcheverri       | 17 de febrero | 17:00 |
| Crucero del Norte  | 0 - 1 | Patronato               | Comandante Andrés Guacurarí | 17 de febrero | 18:30 |
| Gimnasia (LP)      | 1 - 0 | Huracán                 | Del Bosque                  | 18 de febrero | 21:15 |

| Almirante Brown         | 1 - 3 | Douglas Haig       | Fragata Sarmiento      | 22 de febrero | 17:05 |
| Nueva Chicago           | 0 - 0 | Aldosivi           | República de Mataderos | 23 de febrero | 17:00 |
| Sarmiento               | 2 - 3 | Instituto          | Eva Perón              | 23 de febrero | 18:00 |
| Boca Unidos             | 2 - 0 | Deportivo Merlo    | José Romero Feris      | 24 de febrero | 18:00 |
| Patronato               | 0 - 0 | Ferro Carril Oeste | Presbítero Grella      | 24 de febrero | 20:00 |
| Atlético Tucumán        | 1 - 2 | Defensa y Justicia | Monumental José Fierro | 24 de febrero | 20:00 |
| Huracán                 | 0 - 1 | Rosario Central    | Tomás A. Ducó          | 25 de febrero | 18:00 |
| Banfield                | 0 - 1 | Gimnasia (LP)      | Florencio Sola         | 25 de febrero | 20:10 |
| Olimpo                  | 1 - 0 | Gimnasia (J)       | Roberto Carminatti     | 25 de febrero | 21:00 |
| Independiente Rivadavia | 2 - 1 | Crucero del Norte  | Bautista Gargantini    | 25 de febrero | 21:05 |

| Deportivo Merlo    | 1 - 2 | Huracán                 | Gildo Francisco Ghersinich  | 1 de marzo | 17:00 |
| Sarmiento          | 2 - 0 | Boca Unidos             | Eva Perón                   | 1 de marzo | 21:00 |
| Instituto          | 0 - 1 | Douglas Haig            | Juan Domingo Perón          | 1 de marzo | 21:30 |
| Aldosivi           | 0 - 3 | Olimpo                  | José María Minella          | 2 de marzo | 17:00 |
| Gimnasia (LP)      | 4 - 0 | Nueva Chicago           | Del Bosque                  | 2 de marzo | 17:00 |
| Rosario Central    | 2 - 0 | Banfield                | Gigante de Arroyito         | 2 de marzo | 19:10 |
| Gimnasia (J)       | 0 - 0 | Atlético Tucumán        | 23 de agosto                | 2 de marzo | 20:00 |
| Crucero del Norte  | 0 - 2 | Almirante Brown         | Comandante Andrés Guacurarí | 3 de marzo | 17:00 |
| Ferro Carril Oeste | 0 - 0 | Independiente Rivadavia | Arquitecto Etcheverri       | 4 de marzo | 19:10 |
| Defensa y Justicia | 0 - 0 | Patronato               | Norberto Tomaghello         | 4 de marzo | 20:50 |

| Almirante Brown         | 1 - 0 | Ferro Carril Oeste | Fragata Sarmiento      | 8 de marzo  | 17:00 |
| Banfield                | 3 - 1 | Deportivo Merlo    | Florencio Sola         | 9 de marzo  | 17:00 |
| Olimpo                  | 0 - 3 | Gimnasia (LP)      | Roberto Carminatti     | 10 de marzo | 17:00 |
| Boca Unidos             | 1 - 1 | Instituto          | José Romero Feris      | 10 de marzo | 18:00 |
| Douglas Haig            | 1 - 0 | Crucero del Norte  | Miguel Morales         | 10 de marzo | 18:00 |
| Atlético Tucumán        | 0 - 0 | Aldosivi           | Monumental José Fierro | 10 de marzo | 20:00 |
| Patronato               | 0 - 0 | Gimnasia (J)       | Presbítero Grella      | 10 de marzo | 20:00 |
| Independiente Rivadavia | 1 - 1 | Defensa y Justicia | Bautista Gargantini    | 10 de marzo | 21:00 |
| Nueva Chicago           | 1 - 2 | Rosario Central    | Nuevo Gasómetro        | 11 de marzo | 17:00 |
| Huracán                 | 1 - 0 | Sarmiento          | Tomás A. Ducó          | 11 de marzo | 19:10 |

| Gimnasia (LP)      | 0 - 0 | Atlético Tucumán        | Del Bosque            | 15 de marzo | 17:10 |
| Sarmiento          | 2 - 0 | Banfield                | Eva Perón             | 16 de marzo | 16:00 |
| Boca Unidos        | 0 - 1 | Huracán                 | José Romero Feris     | 16 de marzo | 18:15 |
| Instituto          | 1 - 1 | Crucero del Norte       | Juan Domingo Perón    | 16 de marzo | 20:00 |
| Deportivo Merlo    | 0 - 1 | Nueva Chicago           | José Manuel Moreno    | 17 de marzo | 11:15 |
| Aldosivi           | 0 - 0 | Patronato               | José María Minella    | 17 de marzo | 15:30 |
| Gimnasia (J)       | 2 - 1 | Independiente Rivadavia | 23 de agosto          | 17 de marzo | 16:30 |
| Rosario Central    | 2 - 2 | Olimpo                  | Gigante de Arroyito   | 18 de marzo | 17:00 |
| Ferro Carril Oeste | 0 - 0 | Douglas Haig            | Arquitecto Etcheverri | 18 de marzo | 19:00 |
| Defensa y Justicia | 1 - 1 | Almirante Brown         | Norberto Tomaghello   | 18 de marzo | 20:00 |

| Independiente Rivadavia | 2 - 0 | Aldosivi           | Bautista Gargantini         | 23 de marzo | 15:30 |
| Nueva Chicago           | 0 - 1 | Sarmiento          | República de Mataderos      | 23 de marzo | 16:00 |
| Olimpo                  | 0 - 0 | Deportivo Merlo    | Roberto Carminatti          | 23 de marzo | 19:00 |
| Banfield                | 0 - 0 | Boca Unidos        | Florencio Sola              | 23 de marzo | 20:15 |
| Almirante Brown         | 0 - 1 | Gimnasia (J)       | Fragata Sarmiento           | 24 de marzo | 15:00 |
| Patronato               | 2 - 3 | Gimnasia (LP)      | Presbítero Grella           | 24 de marzo | 16:00 |
| Huracán                 | 2 - 2 | Instituto          | Tomás A. Ducó               | 24 de marzo | 16:00 |
| Crucero del Norte       | 1 - 1 | Ferro Carril Oeste | Comandante Andrés Guacurarí | 24 de marzo | 16:30 |
| Douglas Haig            | 0 - 0 | Defensa y Justicia | Miguel Morales              | 24 de marzo | 17:00 |
| Atlético Tucumán        | 3 - 4 | Rosario Central    | Monumental José Fierro      | 24 de marzo | 20:25 |

| Defensa y Justicia | 0 - 0 | Crucero del Norte       | Norberto Tomaghello | 29 de marzo | 15:00 |
| Gimnasia (LP)      | 3 - 0 | Independiente Rivadavia | Del Bosque          | 29 de marzo | 17:00 |
| Deportivo Merlo    | 0 - 1 | Atlético Tucumán        | José Manuel Moreno  | 30 de marzo | 12:00 |
| Aldosivi           | 4 - 2 | Almirante Brown         | José María Minella  | 30 de marzo | 15:30 |
| Instituto          | 0 - 1 | Ferro Carril Oeste      | Juan Domingo Perón  | 30 de marzo | 16:00 |
| Rosario Central    | 2 - 0 | Patronato               | Gigante de Arroyito | 30 de marzo | 16:00 |
| Gimnasia (J)       | 0 - 2 | Douglas Haig            | 23 de agosto        | 31 de marzo | 16:30 |
| Boca Unidos        | 2 - 0 | Nueva Chicago           | José Romero Feris   | 31 de marzo | 18:00 |
| Sarmiento          | 0 - 3 | Olimpo                  | Eva Perón           | 2 de abril  | 16:00 |
| Huracán            | 1 - 1 | Banfield                | Tomás A. Ducó       | 2 de abril  | 18:10 |

| Almirante Brown         | 0 - 0 | Gimnasia (LP)      | Fragata Sarmiento           | 5 de abril  | 16:00 |
| Ferro Carril Oeste      | 0 - 2 | Defensa y Justicia | Arquitecto Etcheverri       | 6 de abril  | 15:35 |
| Nueva Chicago           | 0 - 3 | Huracán            | República de Mataderos      | 7 de abril  | 16:05 |
| Douglas Haig            | 1 - 0 | Aldosivi           | Miguel Morales              | 7 de abril  | 16:05 |
| Olimpo                  | 0 - 1 | Boca Unidos        | Roberto Carminatti          | 7 de abril  | 16:30 |
| Crucero del Norte       | 0 - 0 | Gimnasia (J)       | Comandante Andrés Guacurarí | 7 de abril  | 16:30 |
| Atlético Tucumán        | 0 - 1 | Sarmiento          | Monumental José Fierro      | 7 de abril  | 16:30 |
| Patronato               | 1 - 2 | Deportivo Merlo    | Presbítero Grella           | 7 de abril  | 19:00 |
| Independiente Rivadavia | 1 - 3 | Rosario Central    | Bautista Gargantini         | 8 de abril  | 16:00 |
| Banfield                | 0 - 0 | Instituto          | Florencio Sola              | 10 de abril | 19:15 |

| Huracán         | 1 - 2 | Olimpo                  | Tomás A. Ducó       | 12 de abril | 17:00 |
| Gimnasia (LP)   | 3 - 1 | Douglas Haig            | Del Bosque          | 13 de abril | 16:00 |
| Rosario Central | 0 - 1 | Almirante Brown         | Gigante de Arroyito | 13 de abril | 18:30 |
| Deportivo Merlo | 1 - 0 | Independiente Rivadavia | José Manuel Moreno  | 14 de abril | 15:30 |
| Gimnasia (J)    | 0 - 0 | Ferro Carril Oeste      | 23 de agosto        | 14 de abril | 16:00 |
| Sarmiento       | 4 - 3 | Patronato               | Eva Perón           | 14 de abril | 16:30 |
| Boca Unidos     | 0 - 0 | Atlético Tucumán        | José Romero Feris   | 14 de abril | 17:00 |
| Instituto       | 1 - 0 | Defensa y Justicia      | Juan Domingo Perón  | 14 de abril | 19:00 |
| Aldosivi        | 0 - 0 | Crucero del Norte       | José María Minella  | 15 de abril | 19:05 |
| Banfield        | 3 - 1 | Nueva Chicago           | Florencio Sola      | 15 de abril | 19:15 |

| Almirante Brown         | 2 - 0 | Deportivo Merlo | Fragata Sarmiento           | 20 de abril | 13:05 |
| Independiente Rivadavia | 1 - 0 | Sarmiento       | Bautista Gargantini         | 20 de abril | 14:00 |
| Nueva Chicago           | 0 - 0 | Instituto       | República de Mataderos      | 20 de abril | 14:00 |
| Ferro Carril Oeste      | 0 - 1 | Aldosivi        | Arquitecto Etcheverri       | 20 de abril | 15:30 |
| Douglas Haig            | 1 - 1 | Rosario Central | Miguel Morales              | 20 de abril | 16:15 |
| Atlético Tucumán        | 1 - 1 | Huracán         | Monumental José Fierro      | 21 de abril | 14:15 |
| Defensa y Justicia      | 1 - 0 | Gimnasia (J)    | Norberto Tomaghello         | 21 de abril | 15:30 |
| Crucero del Norte       | 1 - 1 | Gimnasia (LP)   | Comandante Andrés Guacurarí | 21 de abril | 16:10 |
| Patronato               | 1 - 0 | Boca Unidos     | Presbítero Grella           | 21 de abril | 19:00 |
| Olimpo                  | 0 - 0 | Banfield        | Roberto Carminatti          | 22 de abril | 18:10 |

| Aldosivi        | 1 - 1 | Defensa y Justicia      | José María Minella     | 26 de abril | 17:00 |
| Huracán         | 0 - 0 | Patronato               | Tomás A. Ducó          | 26 de abril | 19:05 |
| Rosario Central | 2 - 1 | Crucero del Norte       | Gigante de Arroyito    | 26 de abril | 21:15 |
| Instituto       | 0 - 1 | Gimnasia (J)            | Juan Domingo Perón     | 27 de abril | 19:00 |
| Boca Unidos     | 1 - 0 | Independiente Rivadavia | José Romero Feris      | 27 de abril | 19:30 |
| Banfield        | 0 - 0 | Atlético Tucumán        | Florencio Sola         | 27 de abril | 21:00 |
| Deportivo Merlo | 1 - 1 | Douglas Haig            | José Manuel Moreno     | 28 de abril | 15:05 |
| Nueva Chicago   | 0 - 0 | Olimpo                  | República de Mataderos | 28 de abril | 15:10 |
| Sarmiento       | 1 - 2 | Almirante Brown         | Eva Perón              | 29 de abril | 14:00 |
| Gimnasia (LP)   | 0 - 1 | Ferro Carril Oeste      | Del Bosque             | 29 de abril | 17:00 |

| Patronato               | 2 - 0 | Banfield        | Presbítero Grella           | 4 de mayo | 16:10 |
| Ferro Carril Oeste      | 0 - 0 | Rosario Central | Arquitecto Etcheverri       | 4 de mayo | 16:10 |
| Crucero del Norte       | 2 - 0 | Deportivo Merlo | Comandante Andrés Guacurarí | 5 de mayo | 14:00 |
| Douglas Haig            | 1 - 1 | Sarmiento       | Miguel Morales              | 5 de mayo | 14:30 |
| Gimnasia (J)            | 0 - 0 | Aldosivi        | 23 de agosto                | 5 de mayo | 16:00 |
| Atlético Tucumán        | 2 - 1 | Nueva Chicago   | Monumental José Fierro      | 5 de mayo | 16:30 |
| Defensa y Justicia      | 1 - 0 | Gimnasia (LP)   | Ciudad de La Plata          | 5 de mayo | 18:00 |
| Independiente Rivadavia | 0 - 1 | Huracán         | Bautista Gargantini         | 5 de mayo | 18:40 |
| Olimpo                  | 1 - 1 | Instituto       | Roberto Carminatti          | 6 de mayo | 17:00 |
| Almirante Brown         | 0 - 1 | Boca Unidos     | Fragata Sarmiento           | 8 de mayo | 15:30 |

| Deportivo Merlo | 2 - 1 | Ferro Carril Oeste      | José Manuel Moreno     | 10 de mayo | 15:30 |
| Sarmiento       | 1 - 0 | Crucero del Norte       | Eva Perón              | 11 de mayo | 14:00 |
| Gimnasia (LP)   | 1 - 0 | Gimnasia (J)            | Del Bosque             | 11 de mayo | 16:10 |
| Nueva Chicago   | 2 - 0 | Patronato               | República de Mataderos | 12 de mayo | 15:30 |
| Instituto       | 2 - 0 | Aldosivi                | Juan Domingo Perón     | 12 de mayo | 17:00 |
| Boca Unidos     | 3 - 1 | Douglas Haig            | José Romero Feris      | 12 de mayo | 17:00 |
| Rosario Central | 1 - 1 | Defensa y Justicia      | Gigante de Arroyito    | 12 de mayo | 18:00 |
| Olimpo          | 2 - 1 | Atlético Tucumán        | Roberto Carminatti     | 13 de mayo | 17:10 |
| Huracán         | 2 - 1 | Almirante Brown         | Tomás A. Ducó          | 13 de mayo | 19:20 |
| Banfield        | 3 - 1 | Independiente Rivadavia | Florencio Sola         | 13 de mayo | 21:00 |

| Atlético Tucumán        | 2 - 0 | Instituto       | Monumental José Fierro      | 17 de mayo | 22:00 |
| Douglas Haig            | 1 - 0 | Huracán         | Miguel Morales              | 18 de mayo | 14:00 |
| Crucero del Norte       | 3 - 0 | Boca Unidos     | Comandante Andrés Guacurarí | 18 de mayo | 16:00 |
| Patronato               | 1 - 0 | Olimpo          | Presbítero Grella           | 18 de mayo | 16:10 |
| Aldosivi                | 0 - 1 | Gimnasia (LP)   | José María Minella          | 18 de mayo | 18:15 |
| Defensa y Justicia      | 2 - 0 | Deportivo Merlo | Norberto Tomaghello         | 19 de mayo | 15:30 |
| Independiente Rivadavia | 2 - 0 | Nueva Chicago   | Bautista Gargantini         | 19 de mayo | 15:30 |
| Gimnasia (J)            | 0 - 3 | Rosario Central | 23 de agosto                | 19 de mayo | 18:20 |
| Almirante Brown         | 3 - 1 | Banfield        | 20 de Octubre               | 20 de mayo | 14:00 |
| Ferro Carril Oeste      | 1 - 1 | Sarmiento       | Arquitecto Etcheverri       | 20 de mayo | 16:00 |

| Deportivo Merlo  | 2 - 1 | Gimnasia (J)            | José Manuel Moreno     | 25 de mayo | 15:00 |
| Banfield         | 2 - 0 | Douglas Haig            | Florencio Sola         | 25 de mayo | 21:00 |
| Huracán          | 3 - 1 | Crucero del Norte       | Tomás A. Ducó          | 26 de mayo | 14:10 |
| Nueva Chicago    | 1 - 0 | Almirante Brown         | República de Mataderos | 26 de mayo | 15:30 |
| Boca Unidos      | 3 - 1 | Ferro Carril Oeste      | José Romero Feris      | 26 de mayo | 16:00 |
| Atlético Tucumán | 0 - 1 | Patronato               | Monumental José Fierro | 26 de mayo | 16:30 |
| Olimpo           | 2 - 0 | Independiente Rivadavia | Roberto Carminatt      | 27 de mayo | 19:00 |
| Sarmiento        | 2 - 2 | Defensa y Justicia      | Eva Perón              | 28 de mayo | 13:00 |
| Instituto        | 0 - 2 | Gimnasia (LP)           | Mario Kempes           | 28 de mayo | 16:00 |
| Rosario Central  | 2 - 0 | Aldosivi                | Gigante de Arroyito    | 28 de mayo | 20:30 |

| Ferro Carril Oeste      | 1 - 1 | Huracán          | Arquitecto Etcheverri       | 31 de mayo | 18:05 |
| Aldosivi                | 4 - 1 | Deportivo Merlo  | José María Minella          | 1 de junio | 15:30 |
| Gimnasia (J)            | 0 - 0 | Sarmiento        | 23 de agosto                | 2 de junio | 14:00 |
| Douglas Haig            | 0 - 0 | Nueva Chicago    | Miguel Morales              | 2 de junio | 15:30 |
| Gimnasia (LP)           | 1 - 0 | Rosario Central  | Del Bosque                  | 2 de junio | 15:30 |
| Patronato               | 3 - 2 | Instituto        | Presbítero Grella           | 2 de junio | 16:30 |
| Crucero del Norte       | 1 - 0 | Banfield         | Comandante Andrés Guacurarí | 3 de junio | 14:00 |
| Almirante Brown         | 1 - 3 | Olimpo           | 20 de Octubre               | 3 de junio | 15:00 |
| Defensa y Justicia      | 2 - 1 | Boca Unidos      | Norberto Tomaghello         | 3 de junio | 20:00 |
| Independiente Rivadavia | 1 - 0 | Atlético Tucumán | Bautista Gargantini         | 5 de junio | 15:00 |

| Nueva Chicago    | 0 - 0 | Crucero del Norte       | República de Mataderos | 8 de junio  | 13:30 |
| Sarmiento        | 1 - 0 | Aldosivi                | Eva Perón              | 8 de junio  | 14:00 |
| Deportivo Merlo  | 1 - 1 | Gimnasia (LP)           | José Manuel Moreno     | 8 de junio  | 15:00 |
| Huracán          | 0 - 1 | Defensa y Justicia      | Tomás A. Ducó          | 8 de junio  | 16:00 |
| Olimpo           | 0 - 0 | Douglas Haig            | Roberto Carminatti     | 8 de junio  | 20:30 |
| Atlético Tucumán | 4 - 3 | Almirante Brown         | José Fierro            | 9 de junio  | 15:30 |
| Boca Unidos      | 0 - 0 | Gimnasia (J)            | José Romero Feris      | 9 de junio  | 16:00 |
| Instituto        | 1 - 0 | Rosario Central         | Mario Alberto Kempes   | 9 de junio  | 17:10 |
| Banfield         | 1 - 0 | Ferro Carril Oeste      | Florencio Sola         | 10 de junio | 20:00 |
| Patronato        | 1 - 1 | Independiente Rivadavia | Presbítero Grella      | 10 de junio | 20:30 |

| Ferro Carril Oeste      | 3 - 0 | Nueva Chicago    | Arquitecto Etcheverri       | 14 de junio | 18:00 |
| Aldosivi                | 2 - 0 | Boca Unidos      | José María Minella          | 14 de junio | 19:00 |
| Defensa y Justicia      | 2 - 4 | Banfield         | Norberto Tomaghello         | 14 de junio | 20:00 |
| Gimnasia (J)            | 0 - 2 | Huracán          | 23 de agosto                | 14 de junio | 21:30 |
| Independiente Rivadavia | 1 - 1 | Instituto        | Bautista Gargantini         | 15 de junio | 19:10 |
| Rosario Central         | 1 - 0 | Deportivo Merlo  | Gigante de Arroyito         | 15 de junio | 19:10 |
| Crucero del Norte       | 1 - 0 | Olimpo           | Comandante Andrés Guacurarí | 15 de junio | 19:10 |
| Gimnasia (LP)           | 3 - 0 | Sarmiento        | Ciudad de La Plata          | 15 de junio | 19:10 |
| Douglas Haig            | 1 - 0 | Atlético Tucumán | Miguel Morales              | 17 de junio | 14:05 |
| Almirante Brown         | 1 - 2 | Patronato        | 20 de Octubre               | 17 de junio | 15:30 |

## Goleadores
| Jugador              | Jugador         | Goles | Equipo                  | Equipo |
| -------------------- | --------------- | ----- | ----------------------- | ------ |
| Bandera de Argentina | Luis Rodríguez  | 20    | Atlético Tucumán        |        |
| Bandera de Argentina | Cristian Milla  | 15    | Defensa y Justicia      |        |
| Bandera de Argentina | Andrés Chávez   | 15    | Banfield                |        |
| Bandera de Argentina | Facundo Pereyra | 15    | Gimnasia y Esgrima (LP) |        |
| Bandera de Argentina | Pablo Mazza     | 12    | Douglas Haig            |        |

Fuente: Tabla de Goleadores de la Primera B Nacional 2012-13

### Entrenadores
| Equipo                  | Entrenador (jornadas)                                                                    |
| ----------------------- | ---------------------------------------------------------------------------------------- |
| Aldosivi                | Fernando Quiroz (1-26) Alejandro Giuntini (27-29) Sebastián Rambert (30-38)              |
| Almirante Brown         | Blas Armando Giunta (1-27) Lorenzo Ojeda y Héctor Tobio (28-38)                          |
| Banfield                | Daniel Garnero (1-26) Miguel Hernández y Adrián González (27) Matías Almeyda (28-38)     |
| Boca Unidos             | Darío Ortiz (1-17) Claudio Úbeda (18-38)                                                 |
| Crucero del Norte       | Pedro Dechat (1-22) Iván Delfino (23-38)                                                 |
| Defensa y Justicia      | Ricardo Villa (1-10) Víctor Doria (11) Jorge Almirón (12-38)                             |
| Deportivo Merlo         | Néstor Ferraresi (1-23) Gabriel Manzini y Sebastián Anaut (24-38)                        |
| Douglas Haig            | Omar Jorge (1-14) Pablo Biglieri (15) Darío Tempesta (16-20) Reinaldo Merlo (21-38)      |
| Ferro Carril Oeste      | Carlos Trullet (1-24) Marcelo Broggi (25) José Luis Brown (26-38)                        |
| Huracán                 | Héctor Rivoira (1-5) Gabriel Rinaldi (6) Juan Manuel Llop (7-29) Gabriel Rinaldi (30-38) |
| Independiente Rivadavia | Claudio Del Bosco (1-18) Fernando Gamboa (19-29) Claudio Del Bosco (30-38)               |
| Instituto               | Darío Franco (1-14) Leonardo Nadaya y Elvio Agüero (15) Frank Darío Kudelka (16-38)      |
| Nueva Chicago           | Mario Franceschini (1-12) Ariel Melián (13) Ángel Bernuccio (14-23) René Kloker (24-38)  |
| Patronato               | Luis Medero y Claudio Marini (1-28) Martín De León (29) Diego Osella (30-38)             |
| Rosario Central         | Miguel Ángel Russo (1-38)                                                                |